# Internacionales de Francia 2018
Internacionales de Francia de 2018 fue una competición internacional de patinaje artístico sobre hielo, la quinta del Grand Prix de patinaje artístico sobre hielo de la temporada 2018-2019. Organizada por la Federación Francesa de Deportes sobre Hielo, tuvo lugar en Grenoble, entre el 23 y el 25 de noviembre de 2018. Se realizaron competiciones en las modalidades de patinaje individual masculino, femenino, patinaje en parejas y danza sobre hielo, y sirvió como clasificatorio para la Final del Grand Prix.

## Resultados

### Patinaje individual masculino
| Pos. | Nombre            | Total  | Programa corto | Programa corto | Programa libre | Programa libre |
| ---- | ----------------- | ------ | -------------- | -------------- | -------------- | -------------- |
| 1    | Nathan Chen       | 271.58 | 3              | 86.94          | 1              | 184.64         |
| 2    | Jason Brown       | 256.33 | 1              | 96.41          | 3              | 159.92         |
| 3    | Alexander Samarin | 247.09 | 2              | 90.86          | 4              | 156.23         |
| 4    | Dmitri Aliev      | 237.82 | 9              | 75.15          | 2              | 162.67         |
| 5    | Kevin Aymoz       | 231.16 | 6              | 81.00          | 5              | 150.16         |

### Patinaje individual femenino
| Pos. | Nombre                   | Total  | Programa corto | Programa corto | Programa libre | Programa libre |
| ---- | ------------------------ | ------ | -------------- | -------------- | -------------- | -------------- |
| 1    | Rika Kihira              | 205.92 | 2              | 67.65          | 1              | 138.28         |
| 2    | Mai Mihara               | 202.81 | 1              | 67.95          | 3              | 134.86         |
| 3    | Bradie Tennell           | 197.78 | 6              | 61.34          | 2              | 136.44         |
| 4    | Evgenia Medvedeva        | 192.81 | 3              | 67.55          | 5              | 125.26         |
| 5    | Stanislava Konstantinova | 189.67 | 10             | 54.91          | 4              | 134.76         |

### Patinaje en parejas
| Pos. | Nombre                                   | Total  | Programa corto | Programa corto | Programa libre | Programa libre |
| ---- | ---------------------------------------- | ------ | -------------- | -------------- | -------------- | -------------- |
| 1    | Vanessa James / Morgan Ciprès            | 205.77 | 3              | 65.24          | 1              | 140.53         |
| 2    | Tarah Kayne / Daniel O'Shea              | 191.43 | 4              | 63.45          | 2              | 127.98         |
| 3    | Aleksandra Boikova / Dimitrii Kozlovskii | 189.84 | 1              | 68.83          | 3              | 121.01         |
| 4    | Ryom Tae-ok / Kim Ju-sik                 | 187.95 | 2              | 67.18          | 4              | 120.77         |
| 5    | Camille Ruest / Andrew Wolfe             | 164.10 | 5              | 58.25          | 5              | 105.85         |

### Danza sobre hielo
| Pos. | Nombre                                  | Total  | Programa corto | Programa corto | Programa libre | Programa libre |
| ---- | --------------------------------------- | ------ | -------------- | -------------- | -------------- | -------------- |
| 1    | Gabriella Papadakis / Guillaume Cizeron | 216.78 | 1              | 84.13          | 1              | 132.65         |
| 2    | Victoria Sinitsina / Nikita Katsalapov  | 200.38 | 2              | 77.91          | 2              | 122.47         |
| 3    | Piper Gilles / Paul Poirier             | 188.74 | 3              | 74.25          | 3              | 114.49         |
| 4    | Kaitlin Hawayek / Jean-Luc Baker        | 181.47 | 4              | 69.85          | 4              | 111.62         |
| 5    | Rachel Parsons / Michael Parsons        | 171.17 | 6              | 68.14          | 6              | 103.03         |

## Galería

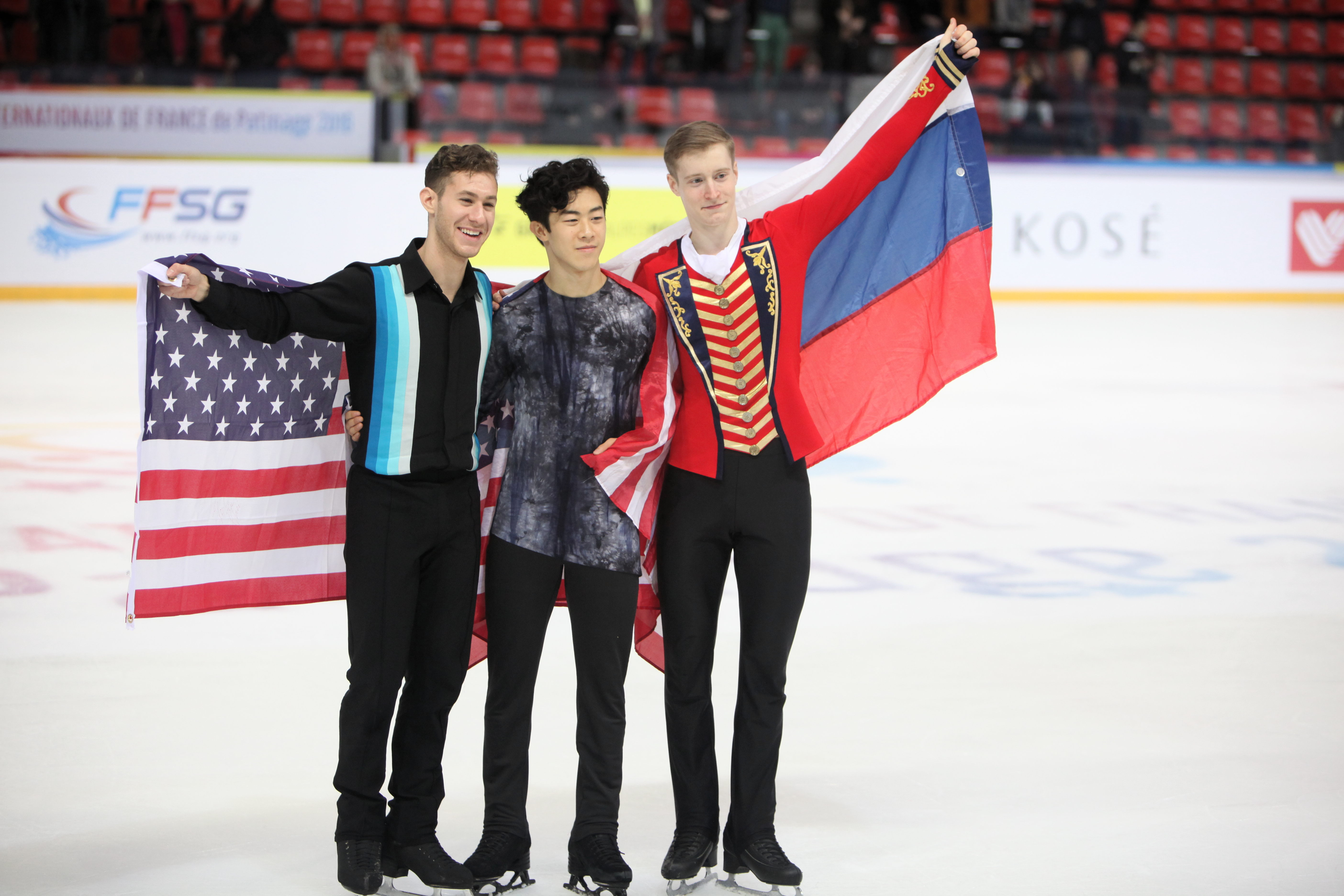
Podio masculino
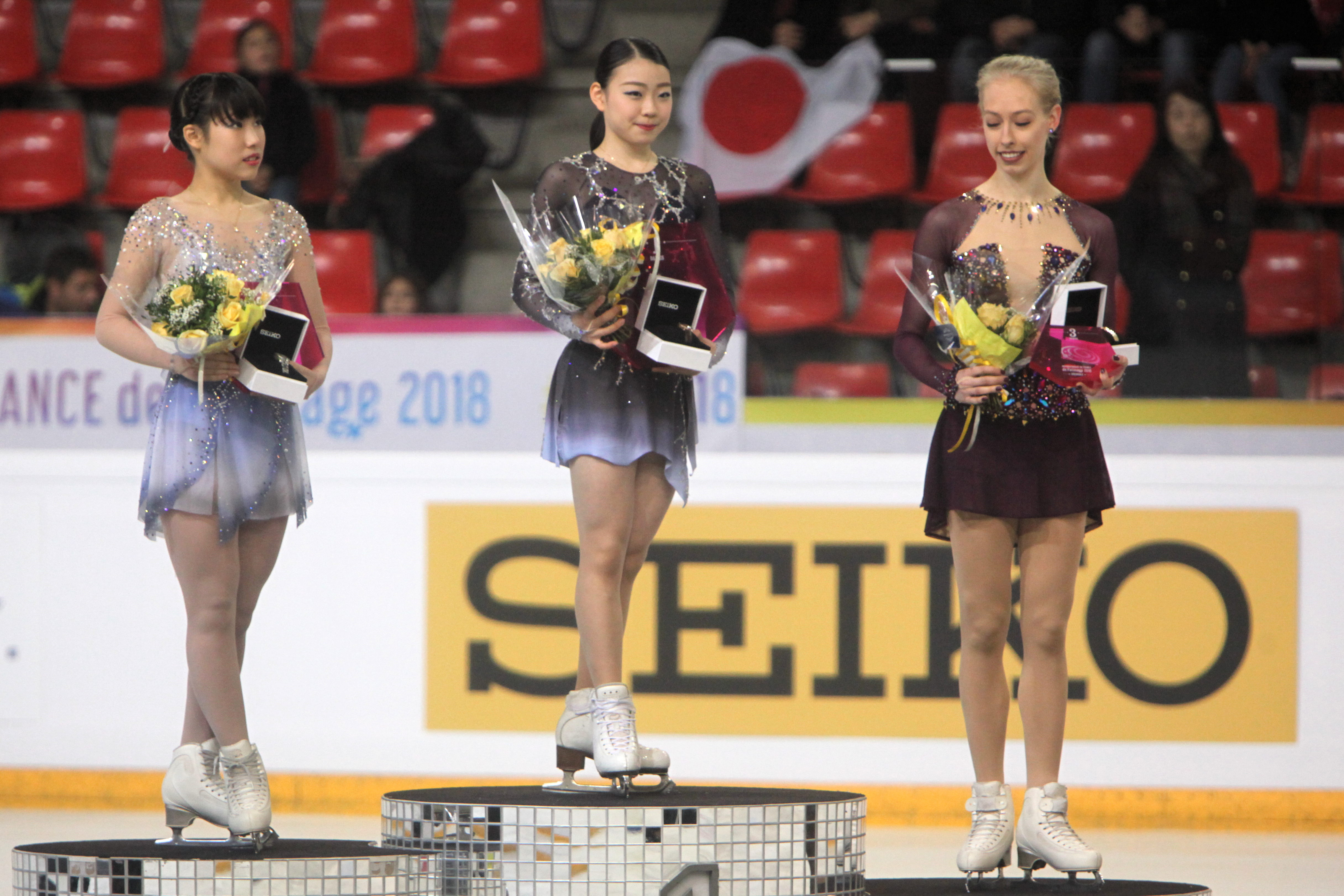
Podio femenino
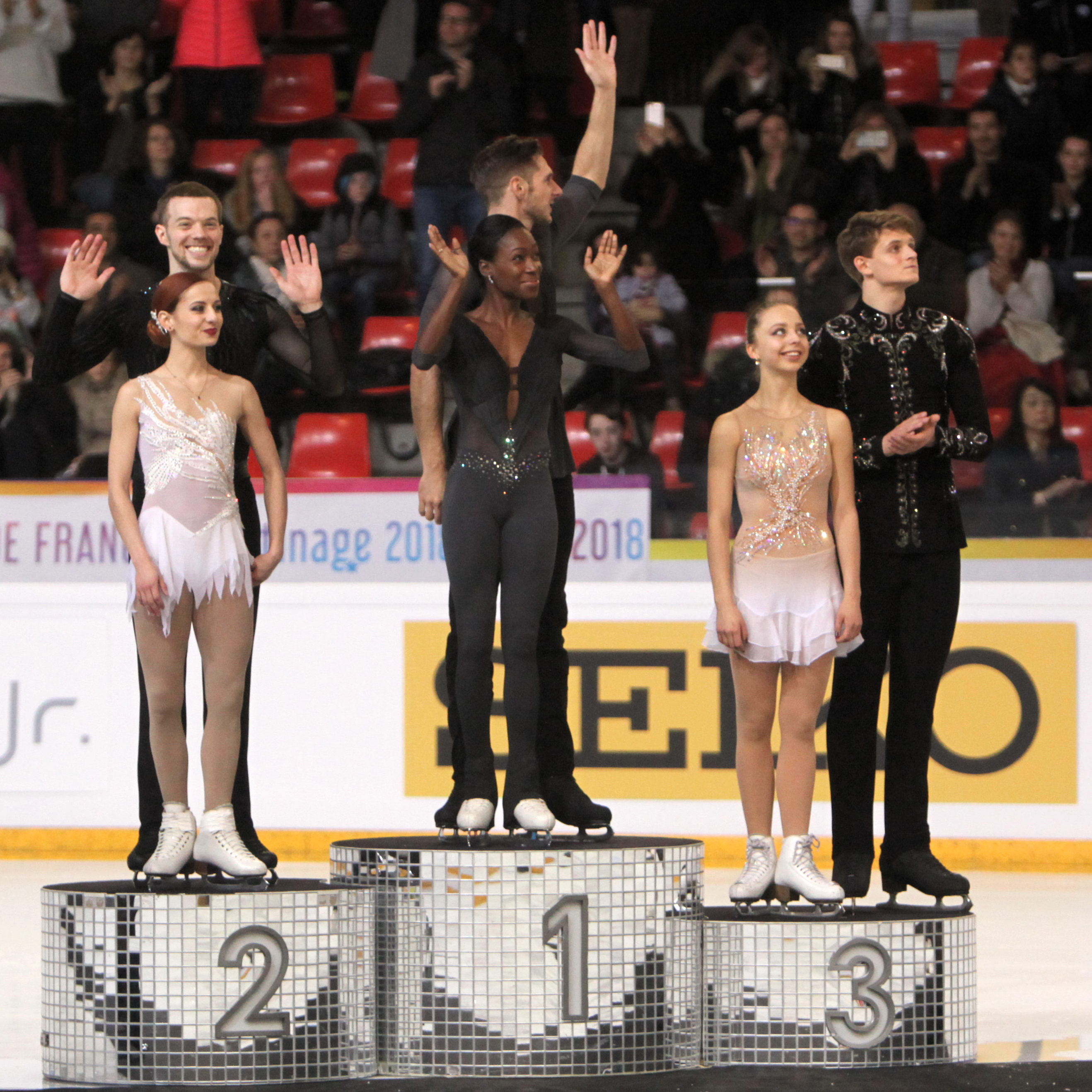
Podio de parejas
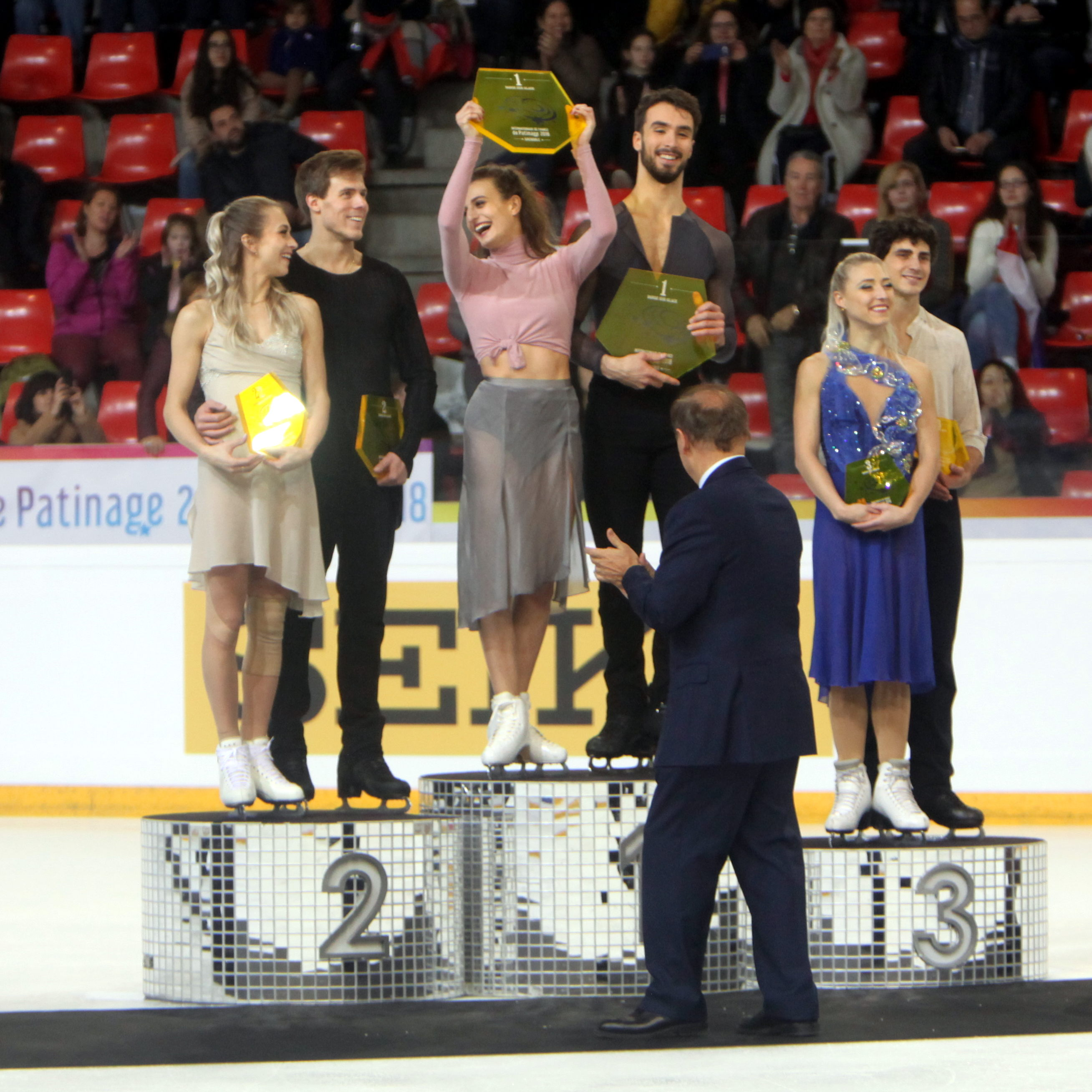
Podio de danza